# 1 Cudzoziemski Pułk Kawalerii
1 Cudzoziemski Pułk Kawalerii (fr. 1er régiment étranger de cavalerie, 1REC) – jednostka wojskowa armii francuskiej, wchodząca w skład Legii Cudzoziemskiej i 6 Brygady Pancernej utworzona w 1921 roku. Liczy 900 legionistów, tworzących 7 szwadronów i stacjonuje w Orange.

## Skład
- Szwadron dowodzenia i logistyki (ECL)
- Szwadron administracyjny-kwatermistrzowski (EAS)
- Szwadron rozpoznania i zwiadu (EEI-4e Escadron)
- Szwadron przeciwpancerny (5e Escadron)
- 3 szwadrony pancerne

## Historia

### Kampanie, bitwy, operacje
- Syria 1921 – 1943
- Maroko 1921 – 1943
- II wojna światowa 1940 – 1945
- Indochiny 1947 – 1954
- Afryka Północna 1954 – 1967

Wojna algierska
- Operacja Tacaud Czad 1978
- Operacja Manta Czad
- Operacja Epervier Czad 1979
- Liban 1983
- Irak 1991
- Kambodża 1992 – 1993
- Bałkany 1995
- Kongo 1997
- Macedonia 1999
- Wybrzeże Kości Słoniowej 2003
- Afganistan 2005

### Tradycje
Dewiza – Honneur et fidélité (Honor i Wierność) oraz Nec Pluribus Impar (Nie ma takich samych)

### Dowódcy
| - Colonel Perret (1921-1922) - Lieutenant Colonel Sala (1922–1923) - Colonel Maurel (1923-1925) - Colonel Sala (1925-1931) - Colonel Burnol (1931-1932) - Colonel Bonnefous (1932-1935) - Colonel Berger (1935-1940) - Colonel Levavasseur (1940-1943) - Colonel Miquel (1943-1945) - Major Lennuyeux (1945) - Colonel Robert (1945-1946) - Lieutenant Colonel Marion (1946-1948) - Lieutenant Colonel Doré (1948-1949) - Lieutenant Colonel de Battisti (1949-1951) - Lieutenant Colonel Royer (1951-1952) - Lieutenant Colonel Deluc (1952-1953) - Lieutenant Colonel Hardoin (1953-1954) - Lieutenant Colonel Coussaud de Massignac (1954-1956) - Major Ogier de Baulny (1956) - Lieutenant Colonel Spitzer (1956-1958) - Lieutenant Colonel de Blignères (1958-1960) - Lieutenant Colonel de la Chapelle (1960-1961) - Lieutenant Colonel Barazer de Lannurien (1961-1962) - Lieutenant Colonel de Monplanet (1962-1963) | - Lieutenant Colonel de Froissard de Broissia (1963–1965) - Lieutenant Colonel Ansoborlo (1965–1967) - Lieutenant Colonel Bart (1967–1969) - Lieutenant Colonel Caillard d'Aillières (1969–1971) - Lieutenant Colonel Fesneau (1971–1973) - Lieutenant Colonel Lorho (1973–1975) - Lieutenant Colonel Devouges (1975–1977) - Lieutenant Colonel Le Corre (1977–1979) - Lieutenant Colonel Audemard d'Alançon (1979–1981) - Lieutenant Colonel de la Presle (1981–1983) - Lieutenant Colonel Ansart de Lessan (1983–1985) - Colonel Belloir (1985–1987) - Colonel Badie (1987–1989) - Colonel Ivanoff (1989–1991) - Colonel Yves de Kermabon (1991–1993) - Colonel Franceschi (1993–1995) - Colonel H. Clément-Bollée (1995–1997) - Colonel Colas des Francs (1997–1999) - Colonel B. Clément-Bollée (1999–2001) - Colonel Yakovlev (2001–2003) - Colonel de Saint-Chamas (2003–2005) - Colonel Windeck (2005–2007) - Colonel Dupont (2007–2009) - Colonel Jaron (2009–2011) - Colonel Bechon (2011–2013) - Lieutenant Colonel (TA) Bouzereau (2013-) |